# Streptocarpus galpinii
Streptocarpus galpinii är en tvåhjärtbladig växtart som beskrevs av Joseph Dalton Hooker. Streptocarpus galpinii ingår i släktet Streptocarpus och familjen Gesneriaceae. Inga underarter finns listade i Catalogue of Life.